# Гетто в Городной
Гетто в Городно́й (лето 1941 — июль 1942) — еврейское гетто, место принудительного переселения евреев деревни Городная Столинского района Брестской области и близлежащих населённых пунктов в процессе преследования и уничтожения евреев во время оккупации территории Белоруссии войсками нацистской Германии в период Второй мировой войны.

## Оккупация Городной и создание гетто
В июне 1941 года, сразу после захвата Городной, нацисты провели перепись еврейского населения и приказали всем евреям деревни нашить спереди и сзади латы в виде шестиконечных звёзд.
Немцы очень серьёзно относились к возможности еврейского сопротивления, и поэтому в первую очередь убивали в гетто или ещё до его создания евреев-мужчин в возрасте от 15 до 50 лет — несмотря на экономическую нецелесообразность, так как это были самые трудоспособные узники. Поэтому после переписи полицаи расстреляли за деревней около еврейского кладбища 53 (48) еврея — мужчин старше 14 лет.
Реализуя нацистскую программу уничтожения евреев, немцы создавали гетто почти во всех городах и населённых пунктах Беларуси, где проживало еврейское население. Так и в Городной в августе 1941 года оккупанты организовали гетто.

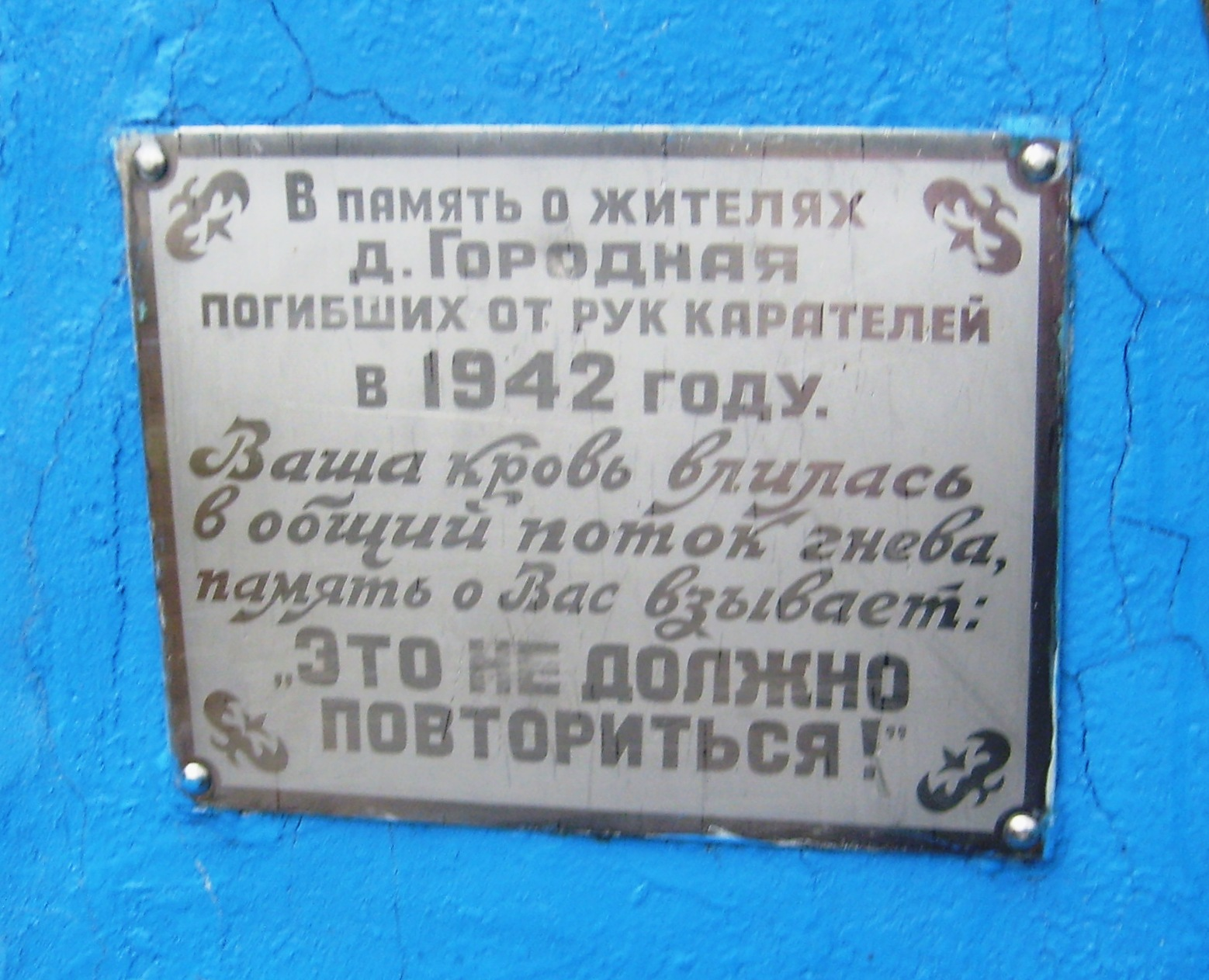
Табличка на памятнике

## Уничтожение гетто
В июле 1942 года во время «акции» (таким эвфемизмом гитлеровцы называли организованные ими массовые убийства) были расстреляны 200 женщин, детей и стариков. Оставшихся 400 евреев убили в трёх километрах от деревни в урочище «Подраличе» по дороге в Теребежов.
В расстрелах участвовали также эсэсовцы конного полка под командованием Густава Ломбарда, которые по личному приказу Гиммлера занимались уничтожением на Полесье евреев, партизан и всех, кто им помогал.

## Память
На месте расстрела и братской могилы евреев из Городнянского гетто в 1960-е годы выжившими евреями и потомками убитых был установлен памятный знак.
В 2012 году на средства председателя Пинской еврейской общины Иосифа Либермана, чьи родные были убиты в Городнянском гетто, рядом с первым был установлен ещё один памятник жертвам геноцида евреев.